# Lestko
Lestko (también Lestek, Leszek) es el segundo Duque legendario de Polonia.
Fue hijo de Siemowit y nació entre 870–880. Aunque las pruebas sobre su existencia no son del todo claras, de haber existido, se trató de una persona influyente. Habitó en las tribus denominadas "Lestkowici" en lo que hoy es Polonia.